# Britcom
Britcom é uma adaptação estrangeira que abrevia a expressão British sitcom. Trata-se de uma sitcom - comédia de situação - produzida no Reino Unido e que tem origem nos anos 50 do século passado. No Brasil, este termo é praticamente desconhecido, sendo os termos sitcom e comédia de situação utilizados como alternativa, independentemente do país de origem deste tipo de série televisiva.
Normalmente, este produto televisivo tem uma duração inferior a 25 minutos por episódio e cada temporada tem cerca de 6 episódios. Porém há algumas exceções entre esses seriados, que possuem muitos episódios, por exemplo: Mr. Bean e Monty Python.  
Em Portugal, este tipo de séries televisivas têm sido transmitidas e retransmitidas, quer na televisão pública, quer nos canais privados e por cabo. Algumas delas foram inclusivamente reconvertidas em séries portuguesas, como é o caso de Keeping Up Appearances (Cuidado com as aparências). Existiu na RTP2, durante vários anos, o espaço Britcom, onde são emitidas várias séries da BBC, tais com 'Allo 'Allo e Meu herói. A única sitcom transmitido na RTP1 foi o Mr. Bean, em 2001.  